# Piechowice
Pour l’article homonyme, voir Piechowice (Poméranie).
Piechowice est une ville de Pologne, située dans l'ouest du pays, dans la voïvodie de Basse-Silésie. Elle constitue une gmina urbaine du powiat de Jelenia Góra.

## Histoire
De 1742 à 1945, Petersdorf fait partie de l'arrondissement d'Hirschberg-des-Monts-des-Géants dans le district de Liegnitz au sein de la province de Silésie.

## Personnalités liées à la ville
- Emil von Woyna (1812-1881), général